# Прада, Хуан Мануэль де
Хуа́н Мануэ́ль де Пра́да (исп. Juan Manuel de Prada, настоящее имя Хуа́н Мануэ́ль Пра́да Бла́нко (Juan Manuel Prada Blanco); род. 8 декабря 1970, Баракальдо, Страна Басков) — испанский писатель и литературный критик. Считается одним из наиболее талантливых писателей в современной испанской литературе. Лауреат премии «Планета» и премии Библиотеки Бреве.
Вскоре после рождения семья де Прада переехала в Самору, где прошло детство и юношество писателя. В детстве Хуан Мануэль много читал и в 16 лет написал свой первый рассказ, впоследствии побеждал во многих национальных литературных конкурсах. Де Прада изучал юриспруденцию в Университете Саламанки. В 1997 году его детективный роман «Буря» был награждён испанской литературной премией «Планета». Роман был переведён на девять языков. Де Прада проживает в Мадриде.

## Сочинения
- Coños, 1994
- El silencio del patinador, 1995
- La máscara del héroe, 1996
- Буря / La Tempestad, 1997 (премия «Планета»)
- Reserva natural, 1998
- Las esquinas del aire, 2000
- Animales de compañia, 2000
- Desgarrados y excéntricos, 2001
- La vida invisible, 2003
- El séptimo velo, 2007 (премия Библиотеки Бреве)